# تشارلي بار
تشارلي بار (بالإنجليزية: Charlie Parr)‏ هو كاتب أغاني ومغني أمريكي، ولد في 1967.

## وصلات خارجية
- الموقع الرسمي
- تشارلي بار على موقع ميوزك برينز (الإنجليزية)
- تشارلي بار على موقع أول ميوزيك (الإنجليزية)
- تشارلي بار على موقع ديسكوغز (الإنجليزية)